# Monbalen
Monbalen é uma comuna francesa na região administrativa da Nova Aquitânia, no departamento Lot-et-Garonne. Estende-se por uma área de 12,96 km². Em 2010 a comuna tinha 437 habitantes (densidade: 33,7 hab./km²).